# Želino
Želino (en macédonien : Желино  ; en albanais : Zhelina) est une commune du nord-ouest de la Macédoine du Nord. Elle comptait 18 988 habitants en 2021 et s'étend sur 201,04 km2. Elle est majoritairement peuplée d'Albanais.
Son territoire est limitrophe de ceux des communes de Jegunovce, Skopje, Tetovo, Brvenica, Sopište et Makedonski Brod. La commune se trouve en partie dans la plaine du Polog ainsi que sur les contreforts du massif de la Suva Gora. À son extrémité sud-est, elle atteint les rives du lac Kozjak.
La commune compte plusieurs villages en plus de son siège administratif, Želino : Gorna Lechnitsa, Grouptchin, Dobartsé, Dolna Lechnitsa, Kopatchin Dol, Lartsé, Loukovitsa, Merovo, Novo Selo, Ozormichté, Palatitsa, Roglé, Sedlarevo, Strimnitsa, Treboch, Tserovo et Tchiflik.

## Démographie
Lors du recensement de 2002, la commune comptait :
- Albanais : 24 195 (99,2 %)
- Macédoniens : 71 (0,3 %)
- Autres.